# 万智牌

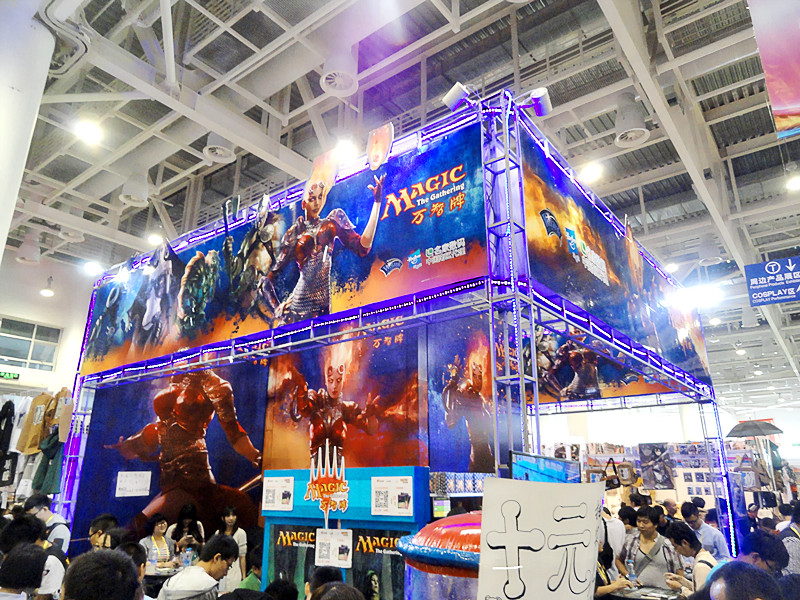
在第六届厦门国际动漫节的万智牌展位

《魔法風雲會》（英語：Magic: The Gathering，簡稱：MTG），簡稱魔風。是一種交換卡片遊戲，设计者为李察·加菲（Richard Channing Garfield），由威世智公司（Wizards of the Coast）出品，第一个系列出版于1993年。在进行游戏时，双方各用一套卡牌进行，也可以三人或四人以上进行游戏。
《魔法風雲會》在台湾2005年以前由尖端出版代理，2005年後由威世智公司直營，2013年孩之寶成立台灣孩之寶後接手直營。
2002年推出線上版《魔法風雲會Online》（MTGO），只支援Windows平台並只有英文版。威世智內部工作室「Magic Digital Studio」在2017年9月推出《魔法風雲會：競技場》，支援Windows、macOS、iOS、Android平台，以“Unity”引擎開發。
截至2018年9月，威世智指出，在2008年和2016年間，該公司已發行了超過200億張《魔法風雲會》卡片。卡牌大小為63x88mm (或2.5x3.5英吋)。

## 基本规则
进行游戏（在万智牌语言中被称为对战）的双方必须有各自的一副牌的组合（称作套牌，它的组成受到一些规则的限制）。在对战开始的时候双方各有20点生命（一种计分方式）。
游戏的目标是用手中的卡牌來達成以下的條件贏取這場遊戲:
- 將對手的“生命”降至0或以下
- 迫使对手牌庫沒有牌可抽
- 讓對手累積10個以上的中毒指示物
- 利用特殊咒语使其输掉此盘游戏

套牌的组成规则包括：
1. 每副套牌至少必须包含60张卡牌；
2. 每副套牌可預備備牌，備牌至多可包含15張卡牌。
3. 在每副套牌中，除基本地外，名字相同的卡牌不允许超过4张；
4. 在正式的比賽中，另外有禁牌以及限牌的存在，禁牌禁止放入套牌，限牌只允許放入1張（現時只有Vintage有限牌的設定）。每年四次新系列發售前，DCI都會宣布是否更新禁牌以及限牌列表。[4]

遊戲進行步驟為：
1. 回合開始階段（分為三步驟：重置、維持、抽牌），
2. 戰鬥前的行動階段，
3. 戰鬥階段（分為九個步驟），
4. 戰鬥後的行動階段，
5. 回合結束階段（分為兩步驟：結束、清除）。

第五版以前的規則為
1. 重置階段，
2. 維持階段，
3. 抽牌階段，
4. 戰鬥前的行動階段，
5. 戰鬥階段，
6. 戰鬥後的行動階段，
7. 結束階段。

從第六版開始，使用堆疊的概念來進行遊戲（越後施放的魔法或異能越快結算）。

## 游戏概述

### 卡牌
一张万智牌卡牌通常由如下几个部分组成：
- 卡牌名称：位于牌的左上角。
- 施放费用：位于牌的右上角。是一组数字和符号的组合，用以表示如果你要施放这个咒语，需要准备什么类型的法术力。（有些牌有特殊的支付费用，它的说明在规则叙述上显示）。如今此用语被称为“法术力费用”（Mana Cost）。
- 卡牌插画：位于牌的正中。每张卡牌都有一幅插图来给予牌手此牌“视觉上”的形象，除此之外，插图在游戏中并无用途。
- 类别栏：位于牌的插画下方靠左的位置。万智牌此游戏中有七种基本卡牌类别：地、生物、鵬洛客(台灣玩家習慣稱為『旅法師』)、结界、神器、瞬间，以及法术。
- 系列标志：在类别栏右侧的标志便是“系列标志”，用以告知此牌出自哪一个系列。此外，该标志还能表示此牌的稀有程度。（金色代表稀有，銀色代表非普通，黑色代表普通，自《阿拉若斷片》紅色代表秘稀，比金色更為稀有）
- 文字框：用于放置这张卡牌在游戏中作用的描述（规则叙述）。在一些牌上还会有以斜体或不同的字体印刷的，关于这张牌一些叙述性的文字（背景叙述）。
- 插画作者，版权信息及卡牌收集编号：位于牌的左下角。
- 力量／防御力框：仅属于“生物”这个类别的牌具有，位于牌的右下角，由用斜線分开的两个数字表示，用于大体地表现出该生物的厉害程度。
  - 力量：由在斜線左側的数字表示，描述生物在战斗中能够造成的伤害。
  - 防御力：由在斜線右側的数字表示，描述生物一個回合中能够承受的最大伤害。当它受到的伤害数值超过了其防御力时，该生物便被置入坟墓场。
- 卡牌边框：卡片周围的黑色或白色边框用于表示此牌出自的系列。在“核心系列”中印制的牌会拥有白色的边框，而在“扩充系列”中印制的牌会拥有黑色的边框，即使这张牌的名字相同。此外，卡牌边框还能告诉你这张牌能不能用于比赛之中：只有黑色或白色边框的牌才能用在比赛中，其他颜色边框的牌都不行(如鸡飞版和節日特別)。

#### 顏色
在魔法風雲會中，總共有五種顏色，他們分別是：白（W），藍（U），黑（B），紅（R） ，綠（G）。每種顏色和其相鄰的顏色互為友好色，不相鄰的顏色互為敵對色。擁有一種以上顏色的牌屬於“多色”。另外還有“無色”（不屬於顏色）。
- 白色：白色代表著法治，秩序，以及組織。 一望無際的平原上，居住著士兵、僧侶與天使，並提供了白色魔法力。
  - 友好色：藍、綠
  - 敵對色：黑、紅
  - 主要生物類別：人類、士兵、僧侶和天使。
  - 白色魔法能夠點醒進攻生物，使其改過自新;也可為己方的生物提供強有力的保護，生物攻防。能力僅次於綠色，魔法種類十分齊全，強化，回复，復活，去除，清場，沒有明顯弱點的顏色，唯一的弱點是手牌補充手段是所有顏色中最弱，另外大部分會改變遊戲規則的魔法都屬於白色（如：每回合只能施放一個魔法；攻擊時必須支付費用）。
  - 代表物：結界、生物（正負面）、神器
  - 代表生物異能：先攻、繫命、警戒
- 藍色：藍色魔法的力量在於計策與操弄; 海島提供藍色魔法力，也就是深海與長空的顏色。
  - 友好色：白、黑
  - 敵對色：紅、綠
  - 主要生物類別：人魚、魔法師、虛影、龍獸和史芬斯。
  - 藍色法術師們通常在做出一系列令人瞠目結舌的動作之前，深思熟慮著。藍色擁有能對付其他任何顏色的反制咒語，還有能夠調整手牌的力量。自古到今證實，藍色幾乎不過問生命值，破壞，如同其他顏色幾乎不過問反擊，回手，抽濾牌，橫重置控制。藍色扭曲時間的能力及魔法控制力，讓它的速度超過紅色，而魔法力（魔法）永遠是多時間的快。而神器的代表色也早已是藍色，這使得這個破壞力最低的顏色擁有最大的援助以及壓迫性。
  - 「深藍」一出即顯示：純藍色可以把無色當魔法力源，可以跳過魔法力限制用手牌控場，更可以用抽濾牌當凶器，直接讓對手投降。
  - 代表物：神器、瞬間、巫術
  - 代表生物異能：飛行、閃現、不能被阻擋
- 黑色：黑色魔法關乎死亡，疾病，不計後果取得力量。 黑色魔法來自潮濕、潰爛、腐敗的沼澤。
  - 友好色為藍，紅
  - 敵對色為白，綠
  - 主要生物類別：殭屍、骷髏、吸血鬼和惡魔。
  - 黑色魔法在得到強大的威力的同時，往往得付出代價。黑色法術師們長於破壞對手的心智，以及將己方死去的生物起死回生。黑色是在藍色之後更萬能的顏色，而跟藍色比起來只差在性能的專精度......因為他近乎萬能。在T1.0，T1.5的禁限牌中，扣掉藍色+無色，剩下的多半是黑色。這個對所有事物都帶負面的顏色可以破壞，棄牌，去除，扣血，但同時可以抽濾牌，找牌，加血，再利用，產生魔法力就如同與惡魔的交涉：只要付出代價，他可以完成你要的。
  - 代表物：生物（負面），巫術
  - 代表生物異能：死觸、威懾、消滅目標生物
- 紅色：紅色魔法總是包含著火焰，狂熱，巨石和岩漿的風暴。 紅色魔法力來自山脈與火山地帶。
  - 友好色：綠、黑
  - 敵對色：藍、白
  - 主要生物類別：龍和鬼怪。
  - 與藍色的法術師截然不同的是，紅色的法術師往往不會將事情考慮周全，而是做了再說。紅色的法術師有大量能造成直接傷害的魔法，也有很多破壞神器的魔法，他們擅長破壞有實體的東西，但對於那些無形的東西則束手無策，因此他們沒有對付結界的手段，在遊戲中，用到比試運氣，如拋硬幣的卡牌往往是紅色的。
  - 代表物：地牌（負面），神器（正負面），生物（負面），巫術
  - 代表生物異能：先攻、敏捷、連擊
- 綠色：綠色法術力，表示著滿溢在深邃樹林間自然的脈動綠色，是成長，生命及蠻力的顏色。
  - 友好色：白、紅
  - 敵對色：藍、黑
  - 主要生物類別：妖精、亞龍和多頭龍。
  - 綠色的生物往往蘊含著魔法的力量，在需要時能夠加速事物的成長。綠色的法術在強化生物方面得心應手。綠色的生物攻防能力是最高，基本上綠色的生物沒有飛行能力，但部分生物會有延勢（具有延勢異能的生物可以阻擋具有飛行異能的生物）。綠色重視自然，因此綠色的魔法有著大量破壞非自然之物的手段，例如去除結界和神器，但缺乏去除生物的手段，直到依尼翠環境後才出現互鬥異能（目標由你操控的生物與目標不由你操控的生物互鬥（它們各向對方造成同於本身力量的傷害））後，互鬥異能成了綠色的魔法主要的生物去除手段。
  - 代表物：神器（負面），生物
  - 代表生物異能：踐踏、延勢、產生魔法力，永久性的
- 無色：神器和地並稱作無色，而“無色”不是一種顏色（近來也開始出現有顏色的神器，也有出現一些無色的非地非神器魔法）。

#### 卡牌類別
按每張卡牌在遊戲中的用處不同，可分為以下幾大類，他們各自還具有不同的“副類別”，有部分會有超類別(傳奇，基本，部族)或複合類別(如神器生物，結界生物)。
- 地（Land）：在魔法風雲會遊戲中，地是魔法力來源的象徵。進行對戰的雙方必須從各自的地中汲取足夠的魔法力之後，才能使用相對應魔法力的咒語。
  - 以下五種地牌被稱為“基本地牌”：平原、海島、沼澤、山脈、樹林。所有的基本地牌在卡牌類別欄中會註明為“基本地”，這五張牌在套牌中不受“同名牌僅限放4張”規則的約束。
- 生物（Creature）：有各種各樣的生物，大到龍，小到昆蟲，都佔有一席之地。生物是降低對手生命值的有效手段。
  - 生物還有一個或多個“生物副類別”，用於描述生物確實的種類。目前的基本格式是“生物～（種族）/（職業）”，如“生物～人類／士兵”
- 神器（Artifact）：這是上古遺留的神秘器械，包含著一些巨大的力量。
  - 有些神器具有“武具”此副類別。武具代表了武器、甲胄，或者其他可以讓你生物利用的物品。武具必須通過“配帶（Equip）”到生物身上後才能使佩戴的生物得到增強。
  - 有些神器具有“載具”此副類別。它們是具有潛力的神器。但它們沒辦法發動自己殺向對手。每個載具都具有“搭載（Crew）”異能，能將它變成神器生物。
- 結界（Enchantment）：這是它會一直伴隨著你的魔法，為你提供法術的協助（它分為附著性結界及廣泛性結界）。
  - 結界分為停留在場上，影響整個對局的“廣域性結界”（Global Enchantment），和結附於每個不同的永久物上面，對其發揮作用的的“區域性結界”（Local Enchantment）。從2005年8月開始，所有的“區域性結界”都具有“靈氣（Aura）”的副類別。
- 鵬洛客（Planeswalker）（或稱為旅法師）：洛溫系列開始新加入的類別，鵬洛客是你可以請出來的強力夥伴，在他們的忠誠值歸零前每個回合都可使用一次強大的技能幫助玩家。

以上這五種類別的牌，統稱為永久物（Permanet），因為他們使用後會停留在場上，與下面兩種非永久物（Non-permanent）的咒語不同。所有的永久物牌都只能在自己的回合中使用。
- 巫術（Sorcery）：巫術的用途極為廣泛，既可以消滅對手的生物，又可以增強己方場面上或者手牌的優勢，還可以利用法術直接將對手置於死地。值得注意的是，巫術只能夠在自己的回合的主要階段中且推疊為空的情況下使用。
- 瞬間（Instant）：是一種可以在任意時間都可以使用的卡牌，包括在對手的回合，以及咒語釋放之後、結算之前。是打亂對手計劃的好幫手，使得對局充滿變化。

#### 稀有度
- 普通牌（Common）
  - 在15張補充包會中出現11張，因在不同的包中，同一張牌出現頻率高，被稱為“普通牌”。
  - 在白邊的版本中，通常只有十張普通牌，另加一張基本地。
  - 從《出瑞斯記》開始，所有普通牌在卡牌上以黑色的系列標誌印刷。
- 非普通牌（Uncommon)
  - 在15張的補充包中會出現3張，較之普通牌，其出現頻率略低，因此得名。
  - 從《出瑞斯記》開始，所有非普通牌在卡牌上以銀色的系列標誌印刷。
- 稀有牌（Rare）
  - 在15張的補充包中會出現1張，出現頻率低。
  - 從《出瑞斯記》開始，所有稀有牌在卡牌上以金色的系列標誌印刷。
  - M15及以後印刷的稀有牌加入了全息防偽標誌。
- 秘稀牌（Mythic Rare）
  - 在8包的補充包中會出現1張，出現機率極低。
  - 從《阿拉若斷片》開始，所有秘稀牌在卡牌上以紅色（現改為赤金）的系列標誌印刷。 [6]
  - M15及以後印刷的秘稀牌加入了全息防偽標誌。

11普通牌-3非普通牌-1稀有牌(或秘稀牌)的稀有比例並沒有明文規定，如:近代大師的比例為10普通牌(沒有基本地)-3非普通牌-1稀有牌(或秘稀牌)-1閃卡，依尼翠和黑影籠罩的補充包有一定比例沒有基本地牌而有一張雙面卡列表卡。

##### 閃卡
在15張一包的補充包中或75張（含30張基本地）的比賽用牌中，有時會有以1：70比例插入的“特卡”，俗稱“閃卡”。閃卡較之稀有牌更為稀少，更富有收藏價值之外。自從閃卡出現後，DCI舉辦的各類比賽的紀念牌便都以閃卡發放。
第一張真正廣泛流傳的閃卡應該算是在1998年9月26日舉行的《克撒傳》售前現開賽中作為參賽紀念送出的《閃電龍》。而更多的閃卡則是在隨後發行（98年10月）的《遠古遺產》中隨機插送。此時中文版閃卡並未出現，在補充包中隨機插入的是英文版閃卡。
第一個具有中文閃卡的系列是《宿敵》，於2000年發行。之前的版本——《天命之戰，1999》，《瑪凱迪亞，1999》插入的都是英文版閃卡。
第一個具有簡體中文閃卡的系列是《時空轉移》，於2002年發行。

## 中文版
万智牌一开始的几个版本——Alpha，Beta和Unlimited——都是仅有英文版的存在。到Revised Edition后才出现了意大利文、德文和法文的版本。而中文版的万智牌，是直到第四版才有。中文版的第四版是繁体字的版本，在台湾、香港销售。中文的万智牌第四版包含了370张不同的卡牌，于1996年出版。而第一个中文的专家级系列是《憧憬（Visions）》，是Mirage环境的第一个子系列，包含167张不同卡牌，于1997年推出。随后的《晴空號傳說（Weatherlight）》（1997年）、《第五版》（1997年）、《暴风雨（Tempest）》（1997年）、《天罗城塞（Stronghold）》（1998年）、《出瑞斯记（Exodus）》（1998年）也有繁体中文版的同步推出。
在1998年的时候，中国内地也开始出现了万智牌。第一个具有简体字版本的万智牌系列“核心系列”是《第五版》，由于这个第五版推出的时间较其他语言版本晚了将近1年，所以简体中文版的第五版牌有与其他版本不同的地方：1.其他语言版本（包括繁体中文）的《第五版》有449张卡牌，而简体中文版只有350张。2.其他语言版本的卡牌中并没有出现系列符号，而简体中文版的卡牌上出现了系列标志——罗马数字V。这些都应该是出于为了与当时推出的其他系列一致卡牌外观和结构相一致的考虑。
1999年，《克撒传》发售。《克撒传》是第一个既有繁体中文、又有简体中文，且两者卡牌数目相同的系列。但是，《克撒传》的后续两个小系列《远古遗产》和《天命之战》以及在接下来的一个环境——玛凱迪亚环境（包含《玛凱迪亚》、《宿敌》和《预言》三个系列）中又仅有繁体中文卡牌的出版。这种情况的出现可能是当时中国内地万智牌代理的更迭所导致的。
简体字的万智牌重新出现是在2000年，玛凱迪亚接下来的大战役环境中。2000年10月3日，《大战役》的商品在全世界同时被摆上了货架，这次是简体中文卡牌第一次全世界同步发行。大战役环境的全部三个系列（《大战役》、《时空转移》和《启示录》）都有简体中文版的推出，从此，简体中文卡牌的出版开始与世界同步。
在接下来的两个环境——奥德赛环境和石破天惊环境中，简中和繁中卡牌的出版一直正常。但这种情况仅维持到了秘罗地环境的第一个系列《秘罗地》，从秘罗地环境的第二个系列《玄铁》开始，威世智公司出于成本的考虑，停止了滯銷的繁体中文卡牌的出版工作。当时停印繁體的決定曾激起繁体中文卡牌使用者极大的不满。从《玄铁》系列开始，简体中文成为万智牌游戏當時唯一的中文版本。直至2010年7月，於《核心系列2011》開始重新推出繁體中文版本。2022年7月，随着《多明纳里亚：众志成城》的发售，威世智再次取消了纸质版本的主系列中的繁体中文版本，一并取消的还有韩语和俄语版本，转而支持八个主要语言。
在出版的简体中文卡牌中，这些卡牌都有一些“与众不同”的地方——插画。由于每张卡牌都有一幅插画，而根据威世智公司的说法：“中国政府对境内的媒体具有严格的控制及审查，卡牌也不例外，除了描绘性及暴力的插画外，人体骷髅的描绘也不允许出现在卡牌上。”，所以在描绘“不死”生物以及骷髅时，在简体中文卡牌上都会有所修改，甚至替换。
2024年2月23日，威世智在万智牌官方微博及中文官方网站宣布自预定2024年第三季度发售的《Bloomburrow》起停止印刷出版简体中文版本。

## 系列
根据版本中是否会出现新的卡牌，可以将万智牌游戏中所出版过的系列分成两类：核心系列和延伸系列。所有的万智牌延伸系列，以及所有第六版（含第六版，简体中文则是从第五版开始）以后的核心系列，都有了一个系列符號來说明该牌出现的版本。系列符号通常被印刷在万智牌卡牌靠右的位置，插画下方，文字叙述框上方。
系列推出前會有預覧活動，官方會在官網或非官方的MTG網站上公佈該系列的牌張，大系列會在1個月前進行預覧，小系列會在3個星期前進行預覧。

### 核心系列
核心系列（Core Sets）是魔法風雲會發行的其中一些系列的统称。核心系列於2015年推出最後一個版本-Magic Origins後，在2018年重新推出核心系列2019。这些系列都有一些共同的特点：
1. 通常包含三百張左右的卡牌。
2. 某些该系列里的牌曾经在以前出版的系列中出现过（称为“重印”）。
3. 万智牌一开始的两个系列Alpha和Beta也被认为是“核心系列”。

另外，每一个核心系列中包含5种基本地牌，现在的每张基本地牌都会有4种不同的图画。
目前，万智牌的核心系列有：
- Alpha（第一版） 292张 1993年8月[16]
  - 第一個正式發售MTG系列
  - 共印出二百六十多萬張牌
- Beta（第一版增刷） 302张 1993年10月[16]
  - 對Alpha的部分牌張進行校正
  - 共印出七百三十多萬張
- Unlimited（第二版） 302张 1993年12月[16]
  - 以白框重印的Beta版
  - 共印出四千萬張牌
- Revised（第三版） 306张 1994年4月[17]
  - 部分牌張沒有重印，包括P9(POWER 9)
  - 橫置的的動作不再以文字表述，而以橫置符號替代
  - 第一次推出外語版本的魔法風雲會系列，第一批外語版包括法文、德文和義大利文
- 第四版 378张 1995年4月[17]
  - 共印出五億張牌
  - 除了原有的外語版外，還增加了西班牙文、葡萄牙文、中文、日文和韓文
- 第五版 449张 1997年3月
- 第六版 350张 1999年4月
- 第七版 350张 2001年4月
- 第八版 350张 2003年7月(採用了全新卡面設計)
- 第九版 350张 2005年7月
- 第十版（此系列為黑色邊框） 383张 2007年7月
- 核心系列2010（M10） 249张 2009年7月
  - 戰鬥階段的規則出現改變
- 核心系列2011（M11） 249张 2010年7月
  - 主要機制為占卜
- 核心系列2012（M12） 249张 2011年7月15日
  - 主要機制為嗜血
- 核心系列2013（M13） 249張 2012年7月13日
  - 主要機制為頌威
- 核心系列2014（M14） 249張 2013年7月19日
  - 主要機制為裂片妖
  - 規則修改:原本的“傳奇規則”被改動成為“當同一玩家操縱一隻以上的同名傳奇和同樣副類別的旅法師時，你選擇其中一隻，其他的放入墳場”
  - 規則修改:備牌不再限定一定要正好十五張，只要你的主DECK張數超過60張，備牌數量少於15張即可。
- 核心系列2015（M15）269張 2014年7月18日
  - 从本系列开始对稀有卡和秘稀卡增设防伪措施，採用了全新卡面設計
  - 主要機制為召集
- 魔法風雲會：起源 Magic Origins (ORI) 272張 2015年7月17日[18]
  - 最後一個核心系列
  - 會有二個和玩家升級有關的新機制
- 核心系列2019（M19） 280張 2018年7月13日
  - 重新推行的核心系列[19]
- 核心系列2020（M20） 321張 2019年7月12日
  - 2019年推出的核心系列。

### 延伸系列
延伸系列（Expansion Sets）则与核心系列不同，在每个延伸系列中都会有新的卡牌被印刷，使得魔法風雲會此游戏不断的扩展。从Ice Age系列开始，魔法風雲會的延伸系列以「環境」(Block)的单位发行。在一个环境中，通常包含3个不同的延伸系列——一个于秋季发行的大系列（包含306张左右的卡牌），以及两个小系列（各約有165张左右的卡牌，分别于大系列发行的次年春季、夏季发行）。处于同一环境的三个系列都在同一个故事背景下发生，两个小系列則為大系列的延续。然而，洛溫環境與暗影荒原環境，卻都只有一大系列加一小系列為一環境。大系列与核心系列相同，包含四款不同的圖畫的基本地，小系列不含。從2015年秋季開始，魔法風雲會每年將有兩個環境（環境一包含一個大型秋季系列和一個小型冬季，環境二包含一個大型的春季系列和一個小型的夏季系列）。
目前，魔法風雲會出版过，或即将出版的延伸系列有：
- 阿拉伯之夜（1993）
  - 第一個延伸系列（92張）
- 古文明之戰（1994）[17]
- 傳承（1994）
  - 首個大延伸系列（310張）
  - 首個發售非英文語言（義大利文）的系列
  - 首次出現中毒指示物
  - 首次出現多色牌
  - 首次在地和生物牌上出現了超類別-傳奇
  - 出現了世界性結界(在場只能有一張世界性結界)，現已沒有推出這類牌
- 闇黑（1994）[17]
  - 共印出七千五百萬張牌
- 墮落王朝（1994）[17]
  - 共印出三千五百萬張
- 家鄉（1995）
  - 原冰雪時代環境的延伸，後來被驟霜取代
- 冰雪時代環境（1995）
  - 第一個環境
  - 受北歐神話啟發的環境[20]
  - 冰雪時代 Ice Age
    - 特有關鍵字：維持累積（Cumulative upkeep）

  - 同盟 Alliances
    - 特有關鍵字：無

  - 驟霜 Coldsnap（2006）
    - 特有關鍵字：漣動（Ripple）、復還（Recover）
    - 取代家鄉成為冰雪時代環境的延伸
- 海市蜃樓環境（1996-97）
  - 海市蜃樓 Mirage
    - 特有關鍵字：側面攻撃（Flanking）、時間跳躍（Phasing）

  - 憧憬 Vision
    - 特有關鍵字：無

  - 晴空號傳說 Weatherlight
    - 特有關鍵字：無
- 暴風雨環境（又名瑞斯環境）（1997-98）
  - 與克薩環境並列最多禁限牌的環境
  - 暴風雨 Tempest
    - 特有關鍵字：購回（Buyback）、次元幽影（Shadow）

  - 天羅城塞 Stronghold
    - 特有關鍵字：無

  - 出瑞斯記 Exodus
    - 特有關鍵字：無
- 克撒傳環境（又名神器環境）（1998-99）
  - 與瑞斯環境並列最多禁限牌的環境，多數牌一路從當時的標準禁到傳承，並且在古典被限制
  - 克撒傳 Urza's Saga
    - 特有關鍵字：循環（Cycling）、返響（Echo）

  - 遠古遺產 Urza's Legacy
    - 特有關鍵字：無

  - 天命之戰 Urza's Destiny
    - 特有關鍵字：無
- 瑪凱迪亞環境（1999-00）
  - 瑪凱迪亞 Mercadian Masques
    - 特有關鍵字：無

  - 宿敵 Nemesis
    - 特有關鍵字：消退（Fading）

  - 預言 Prophecy
    - 特有關鍵字：無
- 大戰役環境（2000-01）
  - 主題是「多色」，多色牌自天羅城塞後兩年多未再出現，在此環境大舉復出。大戰役與其子系列時空轉移著重鄰色多色牌，啟示錄則是著重對色多色牌。
  - 大戰役 Invasion
    - 特有關鍵字：增幅（Kicker）

  - 時空轉移 Planeshift
    - 特有關鍵字：無

  - 啟示錄 Apocalypse
    - 特有關鍵字：無
- 奧德賽環境（2001-02）
  - 主題是「墳場」，相當多牌張與墳場相關，讓墳場成了不容忽視的資源。本環境亦打破了系列五色牌張的平衡，絕境的黑色牌最多，而白綠牌減少，到了神譴則反過來，白綠的牌較多，黑色的牌變少。此外神譴所出的五張祈願牌讓移出遊戲區的牌（備牌）也可以成為資源使用。
  - 奧德賽 Odyssey
    - 特有關鍵字：返照（Flashback）、門檻（Threshold）

  - 絕境 Torment
    - 特有關鍵字：瘋魔（Madness）

  - 神譴 Judgment
    - 特有關鍵字：無
- 石破天驚環境（2002-03）
  - 主題為「部族」，環境裡充滿著針對特定種族設計的牌。白色有士兵、藍色有魔法師、黑色是殭屍、紅色是鬼怪、綠色是妖精。不過鬼怪跟妖精在上一個環境（奧德賽）缺席，此次的出現被視作復出。黑色與白色有僧侶。紅色與綠色有野獸。
  - 石破天驚 Onslaught
    - 特有關鍵字：恐懼（Fear）、變身（Morph）

  - 萬馬千軍 Legions（迄今為止唯一一個全部由生物牌構成的系列）
    - 特有關鍵字：增強（Amplify）、連擊（Double strike）、挑撥（Provoke）

  - 劫運降臨 Scourge
    - 特有關鍵字：地循環（Landcycle）、風暴（Storm）
- 秘羅地環境（2003-04）
  - 主題為神器，此環境為魔法風雲會採用新牌框後發行的第一個黑邊（擴充環境），具有諷刺意味的是，正是由於此環境以神器為主題，才使得新牌框白色和神器的顏色相近不易區分為眾多牌手所詬病。此外，由於在設計時未能將此環境特有的神器相關的機制與擁有的大量神器牌之間互動協調好，導致此環境在標準賽制中被禁用的牌達7張之多。為後《克撒傳》環境之最。
  - 新的卡牌副類別：武具
  - 秘羅地 Mirrodin
    - 特有關鍵字：共鳴（Affinity）、壓印（Imprint）、打包（Entwine）

  - 玄鐵 Darksteel
    - 特有關鍵字：套件（Modular）

  - 五色曙光 Fifth Dawn
    - 特有關鍵字：輝映（Sunburst）、占卜（Scry）
- 神河環境（2004-05）
  - 主題為日本神話。從此環境開始，原本的“傳奇規則”被改動成為“同時在場的同名傳奇一同入墳場”。
  - 神河群英錄 Champions of Kamigawa
    - 特有關鍵字：武士道（Bushido）、轉生（Soulshift）、通聯（Splice）

  - 神河叛將譜 Betrayers of Kamigawa
    - 特有關鍵字：忍術（Ninjutsu）、獻祭（Offering）

  - 神河任俠傳 Saviors of Kamigawa
    - 特有關鍵字：魂力（Channel）、掃平（Sweep）、歷傳（Epic）
- 拉尼卡環境（2005-06）
  - 以公會為主題的環境[21]
  - 大戰役環境後第一個以多色牌為主體的環境。
  - 首次出現「混血魔法力」符號，將魔法風雲會五種顏色兩兩組合成十個公會，每個公會都有自己獨特的世界觀和異能。此環境產生很多分支劇情，甚至各公會都有獨特圖騰印在卡上，可惜沒有繼續延伸下去，讓不同公會圖騰產生對戰上的功用或相剋。
  - 拉尼卡公會城 Ravnica: City of Guilds
    - 登場公會：葛加理（黑綠）、底密爾（藍黑）、波洛斯（紅白）、瑟雷尼亞（綠白）
    - 特有關鍵字：發掘（Dredge）、易質（Transmute）、輝耀（Radiance）、召集（Convoke）

  - 十會盟 Guildpact
    - 登場公會：古魯（紅綠）、伊捷（紅藍）、歐佐夫（黑白）
    - 特有關鍵字：嗜血（Bloodthirst）、覆誦（Replicate）、纏身（Haunt）

  - 紛爭 Dissension
    - 登場公會：拉鐸司（紅黑）、析米克（藍綠）、俄佐立（白藍）
    - 特有關鍵字：背水戰（Hellbent）、接殖（Graft）、預報（Forecast）
- 時間漩渦環境（2006-07）
  - 主題是「時間」。
  - 時間漩渦 Time Spiral
    - 時間漩渦代表「過去」，比其它大系列多了121張懷舊牌稱之為時間轉移牌。許多過去的經典異能均在此環境中重現。
    - 特有關鍵字：閃現（Flash）、轉瞬（Split seconds）、延緩（Suspend）

  - 時空混沌 Planar Chaos
    - 時空混沌代表「現在」，以弄亂五色定義的牌（以往出現在白色的牌出成黑色，出現在紅色的牌出成綠色）作為時間轉移牌。
    - 特有關鍵字：消逝（Vanishing）

  - 預知未來 Future Sight
    - 預知將來代表「未來」，其時間轉移牌使用了將來才要使用的機制與異能，帶有預告魔法風雲會未來走向的意思。
    - 特有關鍵字：抵受（Absorb）、靈氣轉換（Aura Swap）、死觸（Deathtouch）、掘穴（Delve）、論命（Fateseal）、構工（Fortify）、狂熱（Frenzy）、聲威（Grandeur）、墳場風暴（Gravestorm）、繫命（Lifelink）、劇毒（Poisonous）、延勢（Reach）、帷幕（Shroud）（後被辟邪（Hexproof）取代）、易形（Transfigure）、
    - 新牌類別：部族
- 洛溫環境（2007-08）
  - 新卡牌類別：鵬洛客
  - 洛溫 Lorwyn
    - 特有機制：化形（Changeling）、奪冠（Champion）、呼魂、掩蔽

  - 晨光 Morningtide
    - 特有機制：血族、補強、伺機

  - 闇影荒原 Shadowmoor
    - 特有機制：協力、留存（Persist）、乾枯（Wither）

  - 暮光 Eventide
    - 特有機制：追溯、渲色
- 阿拉若斷片環境（2008-09）
  - 主題為「斷片」，原本5色法术力俱全的阿拉若世界在数千年前被分为了5个断片，每个断片以一个法术力为主，2个相邻法术力为辅，缺失另外两种法术力，使得5个断片经过数千年的演变后成了完全不同的5个世界，每个世界都有自己特有的机制。白色的班特为颂威，蓝色的艾斯波为有色神器生物，黑色的格利极为破坟，红色的勇德为吞噬，绿色的纳雅则是力量大于等于5的生物作门槛。“阿拉若断片”中每个颜色拥有一个传令，分别对应每个世界一个秘稀生物，并出现3位鹏洛客：艾紫培，泰兹瑞和萨坎沃。“聚流”中各种机制开始跨色拥有，并出现鹏洛客尼可波拉斯。“阿拉若新生”则是魔法風雲會历史上第一个全混色系列，所有牌的背景全是金色，所有牌都是混色，也代表着新生后的阿拉若重新拥有了所有5种魔法力。
  - 新增稀有度等級「秘稀」
  - 阿拉若斷片 Shards of Alara
    - 特有機制：頌威（Exalted）、破墳（Unearth）、吞噬（Devour）

  - 聚流 Conflux
    - 特有機制：領土（Domain）

  - 阿拉若新生 Alara Reborn
    - 特有機制：倾曳（Cascade）
- 贊迪卡環境（2009-10）
  - 贊迪卡 Zendikar
    - 特有機制：威嚇（Intimidate）、地落（Landfall）、盟友(ally)

  - 天地醒轉 Worldwake
    - 特有機制：多重增幅（MultiKicker）

  - 奧札奇再起 Rise of the Eldrazi
    - 特有機制：殲滅（Annihilator）、升級、彈回（Rebound）、替身甲、奧札奇
- 秘羅地創痕環境（2010-11）
  - 秘羅地創痕 Scars of Mirrodin
    - 特有機制：增殖（Proliferate）、侵染（Infect）、金技（Metalcraft）

  - 圍攻秘羅地 Mirrodin Besieged
    - 特有機制：戰嚎（Battlecry）、活化武器(Living Weapon)、已中毒

  - 新非瑞克西亞 New Phyrexia
    - 特有機制：非瑞克西亞魔法力、魔像
- 依尼翠環境（2011-12）
  - 以哥德式恐怖為主題的環境，一個人類和各種歌德式怪物共同存在的世界，有大量和墓地互動的魔法，主要的種族有人類(綠白)、狼人(紅綠，所有的狼人都是雙面牌，會隨該回合施放的法術數量來決定會否翻面)、精怪(藍白)、吸血鬼(紅黑)和殭屍(藍黑，黑色的是傳統的殭屍，藍色的則是科學怪人式的怪物)。
  - 依尼翠 Innistrad
    - 特有關鍵字：轉化（Transform）、喪心（Morbid）、互鬥（Fight）

  - 黑影籠罩 Dark Ascension
    - 特有關鍵字：命懸一刻（Fateful hour）、不息（Undying）

  - 艾維欣重臨 Avacyn Restored
    - 沒有雙面牌，所以沒有狼人，以種族為狼的衛狼替代，可獨立進行限制賽的系列
    - 特有關鍵字：魂繫（Soulbond）、奇跡（Miracle）
- 再訪拉尼卡環境（2012-13）
  - 這是2005年出的「拉尼卡環境」的續篇，故事接續在十會盟失效後，十個公會所發生的事情。
  - 再訪拉尼卡 Return to Ravnica
    - 登場公會：俄佐立（白藍）、伊捷（紅藍）、拉鐸司（紅黑）、葛加理（黑綠）、瑟雷尼亞（綠白）
    - 特有機制：拘留（Detain）、超載（Overload）、脫韁（Unbound）、食腐（Scavenge）、殖民（Populate）

  - 兵臨古城 Gatecrash
    - 登场公会：欧佐夫（黑白）、底密尔（黑蓝）、古鲁（绿红）、波洛斯（红白）、析米克（蓝绿）
    - 特有机制：敲诈（Extort）、暗码（Cipher）、血激（Bloodrush）、协战（Battalion）、进化（Evolve）

  - 巨龍迷城 Dragon's Maze
    - 十个公会全部登场。10张公会门牌为再访拉尼卡与兵临古城各五张公会门牌的重印版。每个补充包中固定一张的基本地牌除了全部用公会门取代外，还拥有独立的稀有度规则，有机会在地牌的位子抽到再访拉尼卡与兵临古城的稀有双色地牌或巨龙迷城的秘稀地牌。
    - 特有机制：連體牌（复出异能）、融咒(有此異能的連體牌能同時該牌二邊的效果)
- 塞洛斯環境（2013-14）
  - 以希臘神話為主題的環境，一個英雄，怪獸和眾神共同存在的環境。[22]
  - 有大量的結界存在的環境，結界代表神界，神界的領䄂和在其中生活的子民都是結界生物，而神所使用的兵器則是結界神器。
  - 塞洛斯 Theros (THS)
    - 有5位純色神登場
    - 特有机制：神授、献力、占卜（复出异能）、勇行、蛮化

  - 天神創生 Born of the Gods (BNG)
    - 有5位鄰色神登場
    - 特有机制：启悟、致敬

  - 尼茲之旅 Journey into Nyx (JOU)
    - 有5位對色神登場
    - 人類對眾神的信仰有所減弱，所以只剩下神還有獻力異能
    - 特有机制：星彩、积力
- 韃契可汗環境（2014-15）
  - 韃契可汗 Khans of Tarkir (KTK)
    - 五個部落在合力消滅龍族後，就開始互相爭戰的世界
    - 以三色（褉形色）為主題的環境
    - 登场部落：阿布赞（白黑绿）、洁斯凯（蓝红白）、苏勒台（黑绿蓝）、玛尔都（红白黑）、铁木尔（绿蓝红）
    - 特有關鍵字：靈技（Prowess）、突擊（Raid）、延生（Outlast）、威猛（Ferocious）

  - 龍命殊途 Fate Reforged (FRF)
    - 鞑契可汗一千年前的世界，一個龍族依然存在的過去世界，五個部落必須共同合作才能對抗龍族
    - 沒有三色卡
    - 有部分鞑契可汗系列的牌重印，並配合為了配合這個有龍存在的世界而有新的插畫和敍述文字
    - 巨龍族群的卡牌上有對應的標記，和部落的標記有些差異
    - 登场部落：阿布赞（白黑绿）、洁斯凯（蓝红白）、苏勒台（黑绿蓝）、玛尔都（红白黑）、铁木尔（绿蓝红）
    - 特有机制：振励、灵技、掘穴（复出异能）、掩袭、威猛、变身（复出异能）、显化(變身異能的前身)

  - 韃契龍王 Dragons of Tarkir (DTK)
    - 鞑契環境的另一條世界線，龍族依然存在的世界，可汗成了歷史，人類的統治者成了龍王
    - 五大部落變成了巨龍族群，部落的標記和名稱都改變了
    - 鞑契可汗中的可汗依然以傳奇生物的形式存在，但都有了不同的經歷
    - 登场部落：卓茉卡(绿白)、欧祝泰(白蓝)、席穆嘉(蓝黑)、寇安甘(黑红)、安塔卡(红绿)
    - 特有机制：振励、弹回（复出异能）、榨取、掩袭、强横、威力变身
- 再戰贊迪卡環境（2015-16）
  - 以冒險世界為主題的環境[23]
  - 再戰贊迪卡 Battle For Zendikar (BFZ)
  - 守護者誓約 Oath of Gatewatch (OGW)
- 依尼翠闇影環境（2016）
  - 以哥德式恐怖為主題的環境[24]
  - 依尼翠闇影 Shadows Over Innistrad (SOI)
    - 特有關鍵字：躁狂（Delirium）、探查（Investigate）、潛匿（skulk）

  - 異月傳奇 Eldritch Moon (EMN)
    - 特有關鍵字：增效（Escalate）、融合（Meld）、化生（Emerge）
- 卡拉德許環境（2016-17）
  - 以維多莉亞時代的蒸氣龐克為主題的環境[25]
  - 卡拉德許 Kaladesh (KLD)
    - 特有關鍵字：搭載（Crew）、裝配（Fabricate）

  - 乙太之亂 Aether Revolt (AER)
    - 特有關鍵字：拼造（Improvise）、反抗（Revolt）
- 阿芒凱環境（2017）
  - 以埃及神話為主題的環境[26]
  - 阿芒凱 Amonkhet (AKH)
    - 特有關鍵字：餘響（Aftermath）、Embalm（遺存）、耗竭（Exert）

  - 幻滅時刻 Hour of Devastation (HOU)
    - 特有關鍵字：折磨（Afflict）、永生（Eternalize）
- 依夏蘭環境（2017-18）
  - 最後一個環境
  - 以大航海時代為主題的環境[27]
  - 依夏蘭 Ixalan (XLN)
    - 特有關鍵字：激怒（Enrage）、勘察（Explore）

  - 決勝依夏蘭 Rivals of Ixalan (RIX)
    - 特有機制：登殿（Ascend）
- 多明納里亞（2018）
  - 多明納里亞 Dominaria (DOM)
    - 特有機制：史跡（Historic）
- 烽會拉尼卡 Guilds of Ravnica (GRN)（2018/10/05）
- 特有機制：訓導（Mentor） 紅白公會波洛斯專屬異能

（每當此生物攻擊時，在目標進行攻擊且量小於它的生物上放置一個+1/+1指示物）
- 召集（Convoke）白綠公會瑟雷尼雅專屬異能

（此咒語能用你的生物來協助施放，你在施放此咒語時每橫置一個生物，就能為此咒語支付(1)或一點該生物顏色之魔法力）
- 刺探（Surveil） 藍黑公會底密爾專屬異能

（檢視你牌庫頂的Ｘ張牌，然後將其中任意數量的牌置入你的墳墓場，其餘則以任意順序置於你的牌庫頂）
- 朽力（Undergrowth） 黑綠公會葛伽里專屬異能

（墳場互動異能，每張牌使用方式大都不一樣，共通點為視墳場生物牌有多少而定，EX：目標生物得-X/-X，X為你墳場中 生物牌的數量）
- 再起（Jump-start） 红蓝公會伊捷專屬異能

（墳場互動異能，可以支付對應的法術力消耗並棄一張牌作為額外費用，以在墳場中釋放有再起異能的咒語，以此方式釋放的咒語將被放逐。）
- 登場鵬洛客（旅法師）：伊捷總督拉爾（页面存档备份，存于），葛加里女王瓦絲卡（页面存档备份，存于）
- 效忠拉尼卡 Ravnica Allegiance (RNA) (2019/01/19)
- 特有机制：附案（Addendum） 白蓝公会俄佐立专属异能

（释放咒语时，于行动阶段释放可以启动额外效应）
- 往生（Afterlife） 白黑公会欧佐夫专属异能

（当生物死去时，生成等同于牌面数值数量的1/1飞行精怪衍生生物）
- 揭幕（Spectacle）黑红公会拉铎司专属异能

（回合内在任一对手受到伤害后，可以支付揭幕费用释放以替代咒语原来所需要支付的费用）
- 起事（Riot） 红绿公会古鲁专属异能

（在生物进场时，牌手可以选择其具有敏捷异能或有一个+1/+1指示物）
- 演化（Adapt） 绿蓝公会析米克专属异能

（如果生物上没有任何+1/+1指示物，则可以在其上放置等同于牌面描述的数量的+1/+1指示物）

### 特殊系列

#### 盒裝系列
盒裝系列是威世智為配合歐美國家贈送聖誕禮物的習俗，在歲末推出的特殊禮盒系列，以供餽贈親友或自用。其中的牌來自各個不同系列，並且附上精美的解說手冊，讓讀者能對此遊戲的歷史有更多認識。
目前万智牌已出版的盒裝系列有：
- Multiverse Gift Box (1996)
- Anthologies（最精選）(1998)
- Battle Royale（勝者為王）(1999)
- Beatdown（強襲猛攻）(2000)
- Deckmasters (2001)

#### 機飛版系列
機飛版(Un-)系列是針對休閒玩家所設計，提供許多嚴肅競賽中無法享受的樂趣。這些牌之牌框均為銀色，只有地牌可用於比賽。
而機飛版本身異常精緻的基本地則也是該版的特色
該系列主要針對幾個點進行惡搞：
牌的長相：版本內標準就是突出圖片框格，不用說畫歪或者側放
使用牌的方式：用撕的、丟的、貼額頭...。
牌的效力範圍：可以請飲料、打到隔壁桌、用手碰到就觸發。
牌的超強異能：很多人夢寐以求、希望大會在正規版本出來的牌，有時也會在這邊出現。
牌的好用度：絕大多數是「雞肋」不能形容的（只是很好笑），另外的則是你會想在正規戰放4張正編。
牌上面的類型：魔法力標誌、畫家...
目前已出版的系列有：
- Unglued（機飛版）(1998)
  - 主題是雞
  - 是第一個銀色邊框的系列。
  - 標誌：混沌碎紙（惡搞正規賽的永禁牌：Chaos Orb）
- Unhinged（機飛版第二代）(2004)
  - 主題是驢子（ass，隱喻屁股）
  - 標誌：驢蹄
    - 特有關鍵字：抓包、分數、毛驢
- Unstable（機飛版第三代）(2017)
  - 標誌：有著橡子狀孔的扳手。

#### 在沒有主系列的單數年夏天
繼2004年後，2006年補出版了驟霜（十年前冰雪系列的第三系列，在此確定家鄉屬於獨立環境，不屬於冰雪環境）。
2008年則是重新調整張數後，將出現特殊的兩個短環境。

#### 重印系列
重印系列中並不包含任何新牌，而僅僅是重新發行過去曾出版過的卡牌（部分卡牌會更換插畫或改變敘述使之規範）。目前發行過的重印系列有以下幾個。
- Chronicles（編年史）(1995)：該系列包含從傳承 、 阿拉伯之夜 、古文明之戰，以及闇黑的白色邊框牌。其中許多普通牌具有四個插圖，所有對收藏者來說，此系列有125張牌。是為滿足玩家對絕版牌之需求所發行的特殊系列。此系列牌之牌框均為白色，並且其上之系列符號為該牌首度印行時的系列符號；此作法為本系列的特殊處理，並且往後不再採用。
- Modern Masters（近代大師）：該系列包含的卡牌來自第八版到阿拉若新生環境。
- Modern Masters（近代大師2015版）：該系列包含的卡牌來自秘羅地環境到阿拉若斷片環境。
- Eternal Masters（永恆大師）：該系列包含的卡牌來自第八版到起源。
- Modern Masters（近代大師2017版）：該系列包含的卡牌來自第八版到魔法風雲會2014。
- Iconic Masters（精英大師）：該系列包含的卡牌來自第八版到阿芒凱。
- Masters 25（25週年大師）：該系列包含的卡牌來自魔法風雲會二十五年來的所有卡牌。
- Ultimate Masters（終極大師）：該系列包含的卡牌來自第八版到魔法風雲會2019。

關於UMA：
```
        據WotC聲稱，UMA將是”可預見的未來中，最後一個大師系列“。
        UMA系列僅發售了英文和日文版本，沒有其他語言版本。
        在UMA中，大量昂貴的卡牌得到重印。但補充包的推薦零售價也高於之前的各個大師系列。
        在UMA中還加入了被稱為”Box Topper“的全畫閃牌作為購買整盒補充包的獎勵。
```

#### 娱乐赛制系列
娱乐赛制系列是指并非针对构筑赛制推出的卡牌系列。除Conspiracy（诡局）外，其他系列均以预组的方式发行。包含如下几个系列：
- Commander（指挥官）赛制
  - Commander（2011）：包含318张牌，其中部分牌张是从未出现过的新牌。
  - Commander's Arsenal（2012）：包含18张牌。该系列的18张牌均为重印牌且均为闪卡。
  - Commander 2013（2013）：包含356张牌，其中部分牌张是从未出现过的新牌。
- PlaneChase（时空转移）赛制
  - PlaneChase（2009）：包含169张牌以及40张时空牌。
  - PlaneChase 2012（2012）：包含156张牌以及40张时空牌。
- Archenemy（暴政）赛制
  - Archenemy（2010）：包含150张牌及40张暴政牌。
- 多人轮抽赛制
  - Conspiracy（诡局）（2014）：包含210张牌，其中65张牌是从未出现过的新牌，沒有在線上版推出，缐上版以Vintage Masters代替。

#### 对决系列
对决系列包含预组的两套套牌，且均为重印牌。大部分只發行英文、日文版為主。包括以下系列：
- Duel Decks: Elves vs. Goblins （2007）
- Duel Decks: Jace vs. Chandra （2008）
- Duel Decks: Divine vs. Demonic （2009）
- Duel Decks: Garruk vs. Liliana （2009）
- Duel Decks: Phyrexia vs. The Coalition （2010）
- Duel Decks: Elspeth vs. Tezzeret （2010）
- Duel Decks: Knights vs. Dragons （2011）
- Duel Decks: Ajani vs. Nicol Bolas （2011）
- Duel Decks: Venser vs. Koth （2012）
- Duel Decks: Izzet vs. Golgari （2012）
- Duel Decks: Sorin vs. Tibalt （2013）
- Duel Decks: Heroes vs. Monsters （2013）
- Duel Decks: Jace vs. Vraska （2014）
- Duel Decks: Speed vs. Cunning （2014）
- Duel Decks Anthology （2014）
- Duel Decks: Elspeth vs. Kiora （2015）
- Duel Decks: Zendikar vs. Eldrazi （2015）
- Duel Decks: Blessed vs. Cursed （2016）
- Duel Decks: Nissa vs. Ob Nixilis （2016）
- Duel Decks: Mind vs. Might （2017）
- Duel Decks: Merfolk vs. Goblins （2017）
- Duel Decks: Elves vs Inventors （2018）

### 語言
- 中文（繁體）：已於多明納里亞：眾志成城停止發行。
- 中文（簡體）
- 日文
- 韓文：已於多明納里亞：眾志成城停止發行。
- 法文
- 德文
- 意大利文
- 葡萄牙文
- 西班牙文
- 英文
- 俄文：已於多明納里亞：眾志成城停止發行。
- 非瑞克西亞文(Phyrexian)：是一種魔法風雲會原創的語言，在裁判閃卡、Secret Lair禮盒、非瑞克西亞：萬界歸一中都有出現

## 简体中文和繁体中文卡牌的区别
虽然万智牌的中文化工作組只有一个，而不是存在“简中翻译组”或“繁中翻译组”这样的状况，但由于语言使用特色及其他原因，造成简体中文版的卡牌和繁体中文的卡牌曾在某些单词上的译名有所不同（如今已逐渐靠拢）。下面列举几例：
| 英文原文            | 简中译名       | 繁中译名   |
| ------------------- | -------------- | ---------- |
| Draw (a card)       | （一张牌）     | （一张牌） |
| Elf                 |                |            |
| Game                |                |            |
| Goblin              |                |            |
| Mana                |                |            |
| Player              |                |            |
| Spirit              |                |            |
| Sorcery（卡牌种类） |                |            |
| Vampire             | （大战役以前） |            |
| Wizard              |                |            |
| Zombie              |                |            |

另注：只要是翻译过来会出现“魔法”的词，如Magic、Mana（魔法力）、Wizard（魔法師）等等，简中牌上的文字大多会变为“法术”。
帶有*標註的項目在最近幾年發售的牌張中已經進行了統一。

## 故事與人物
本遊戲的魅力之一，便是其獨創的世界觀與豐富的背景故事，使玩家在享受遊戲之餘，也能從另一層面感受遊戲的深度。這一點是許多試圖模仿的後繼遊戲都無法作到的。
最早的故事是以克撒與米斯拉兩位兄弟的爭戰為主軸，並且爾後的每個系列或環境都有獨特的世界設定、登場人物與背景故事。

## 比賽
威世智公司所設立的組織～DCI（英語：Duelists' Convocation International）每年都會在不同的城市舉辦許多比賽，藉以鼓勵遊戲好手投注心力、鑽研技藝。
最初名字為DC（英語：Duelists' Convocation），於1993年成立，但在1994年8月19日才正式開始舉辦MTG賽事。

### 世界冠軍賽
世界冠軍賽（英語：World Championship）採邀請制，是最高等級的比賽。除了在各國的國家冠軍賽中產生的國家代表隊與候補選手外，積分排名較高的玩家也可獲邀參加世界冠軍賽。
此賽事是MTG全年獎金最高的一場比賽，2014年的冠軍獎金達到USD$50,000，總獎金一共有USD$150,000。

### 國家冠軍賽
大部分的國家冠軍賽（英語：National Championship）採邀請制，少部分國家則採公開賽。只有該國公民，或是自當年1月1號起開始在該國居住的玩家，才具有該年國家冠軍賽的參賽資格。除了在各地舉行之國冠資格系列賽中獲得資格的選手外，積分排名較高的玩家也可獲邀參加國家冠軍賽。優勝者除了獎金之外，也能受邀參加世界冠軍賽。
另外，DCI所定義的國家並非以主權劃分。舉例來說，英格蘭、蘇格蘭與威爾斯皆屬於英國，但這三個地區的國家冠軍賽均各別舉行，在世界冠軍賽會場中也是三個不同的隊伍。

### 國家資格系列賽
可分為地區冠軍賽（英語：Regional Championship）與國家冠軍賽資格賽（英語：National Qualifier）兩種，為公開賽。只有該國公民，或是自當年1月1號起開始在該國居住的玩家，才具有該年國家資格系列賽的參賽資格。優勝者能受邀參加該國的國家冠軍賽。

### 專業賽
專業賽（英語：Pro Tour）採邀請制，是一系列高等級的高額獎金國際比賽。除了在各地舉行之專業賽資格賽中獲得資格的選手外，積分排名較高的玩家也可獲邀參加專業賽。優勝者除了獎金之外，也能受邀參加下一次的專業賽。

### 專業賽資格賽
專業賽資格賽（英語：Qualifier Tournament）為公開賽。優勝者能受邀參加所對應的專業賽，並且可獲得獎金或是參加該場專業賽的來回機票（現在只能選擇參加該場專業賽的來回機票）。

### 大獎賽
大獎賽（英語：Grand Prix）為公開賽，是介於專業賽與資格賽之間的高等級比賽，並提供獎金。選手可事先在各地舉行之大獎賽預選賽中獲取大獎賽的自動晉級，並且積分排名較高的玩家也可獲取自動晉級。

### 大獎賽預選賽
大獎賽預選賽（英語：Grand Prix Trial）為公開賽，提供所對應的大獎賽之自動晉級。

## 玩法

### 限制賽
限制赛（英語：Limited）：玩家不需要在賽前準備自己的牌組，而是以現場獲得的隨機卡片，來自未開封的比賽專用盒或數包補充包，在規定時間內當場構築牌組進行遊戲。參加遊戲的牌組最少要有四十張牌，其餘剩下的牌都可以當作備牌。牌組中同名牌可超過四張，基本地牌不限數量且一般由主辦方額外提供。遊戲主要考驗玩家的臨場反應與運氣。主要有三種玩法：

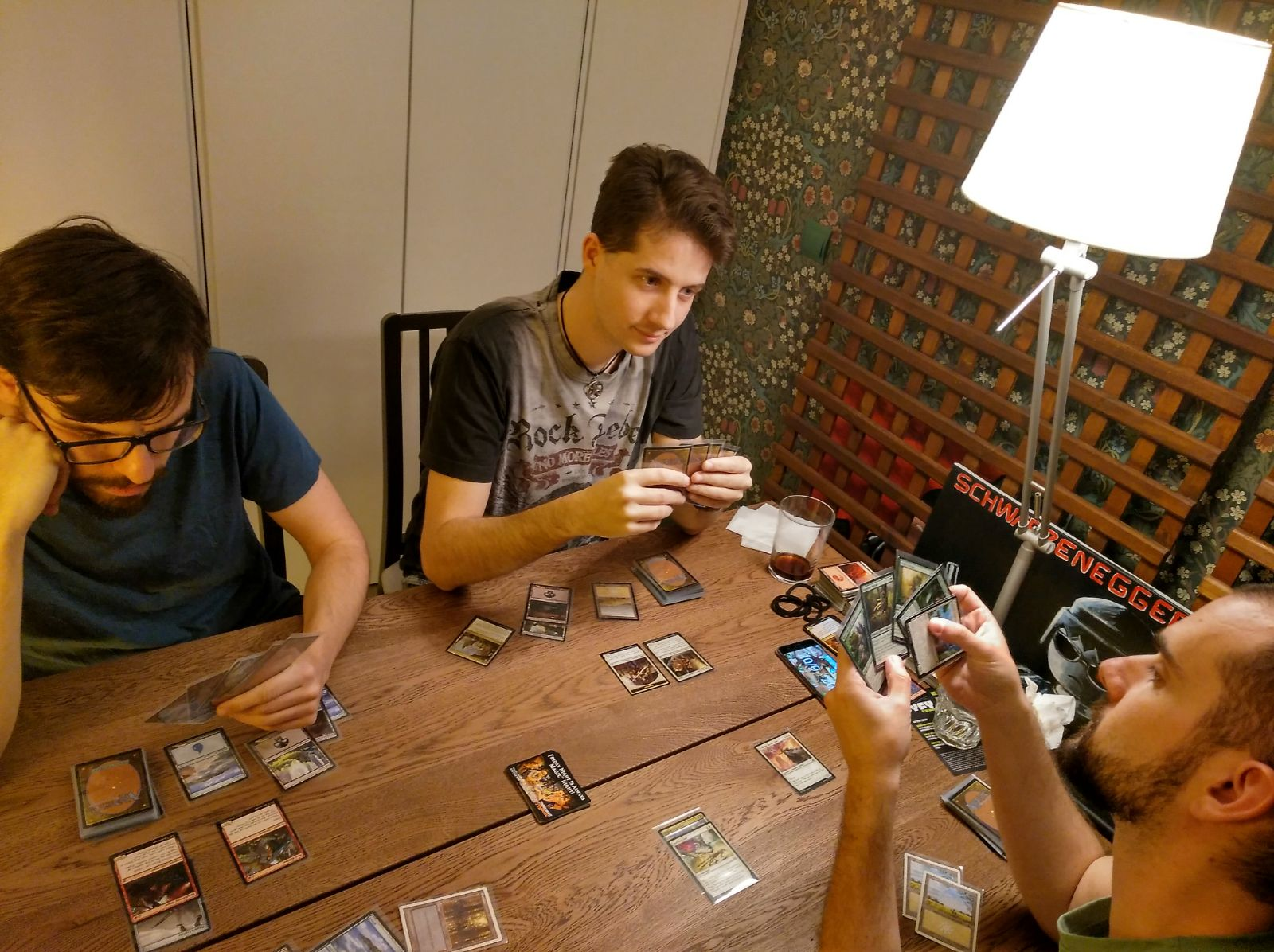
一群隊員在「輪抽」模式下參加比賽，在這種模式下，新的補充包會在比賽開始前即興發揮

- 現開：

每位玩家分到六包補充包或一個比賽專用盒，直接以拿到的牌進行遊戲。
若是正式比賽，每位玩家必須將拿到的卡包拆封登記內容後交還主辦方，再由主辦方重新發放，以確保遊戲公正性。比賽之後，可以將比賽用的牌带回去。
目前威世智固定會在新系列上市的前一週，舉行新系列的售前現開賽。
- 補充包輪抽（英語：Booster Draft）：

通常一次八人進行，每人有三包未開封的補充包。開始時，每位玩家打開補充包，從裡面秘密選一張。然後每人將剩下來的牌傳給座位左邊的玩家，並接過別人遞來的牌中選一張，把剩下的再遞給左邊玩家。如此進行下去，直到所有的牌都選完為止。然後，每位玩家打開第二包補充包，但這次要向右傳；牌全部選完之後，第三包又是向左邊傳。輪抽結束後，每位玩家各用自己輪抽拿到的四十五張牌，以及另外準備不限數量的基本地來組牌。
- 羅徹斯特輪抽（英語：Rochester Draft）：

此抽法是由加拿大的羅徹斯特的玩家所發明，故以此命名之。與補充包輪抽很接近，但有幾點不同之處。並不是每位玩家各自同時開牌，而是一次只開一包。這包牌將面朝上地攤在桌上，同桌的每個人都能看到誰選了何些牌。每個人都選過一張牌之後，輪抽的順序就會逆向而行。比如，八位玩家要進行羅徹斯特輪抽，在此分別以順時針方向，從一到八逐一編號。1號玩家打開補充包並逐一在桌上攤開；等到大家都看過桌上的牌之後，1號玩家挑選一張牌，然後是2號玩家拿牌，依此類推下去。在8號玩家，也就是坐在打開本包的玩家右方者，選了一張牌之後，8號玩家選擇第二張牌，並且各玩家以相反的順序拿牌，依序向右邊輪下去，直到所有的牌都給選光為止。由於補充包中只有15張牌，若你是打開這包的人，就不會從這包牌裡拿到第二張。2號玩家打開下一包，於是1號玩家會拿到本包裡面的第八與第九張牌；如此進行下去，直到本桌的每個人都開過一包補充包為止。然後8號玩家打開他的第二包補充包，而且此時的選牌順序是朝右邊輪下去。 7號玩家打開補充包，接下來可依此類推。第一個打開第三包補充包的會是1號玩家，並再度向左方輪下去。由於抽牌花費時間過長，現在正式比賽已無羅徹斯特輪抽。

### 構組賽
構組賽（英語：Constructed）:必須事先按套牌组成规则，组成套牌进行游戏，套牌數必須為至少六十張（但上不封顶），備牌至多为十五張，除基本地牌外，同名牌不可超過四張（部分牌面注明不受此规则限制的牌除外）。
依可供选用牌的範圍分为：
- Vintage（T1.0 特選賽或稱古典）
- Legacy（T1.5 薪傳或稱傳承）
- Modern（T1.M 現代）
- Extended（T1.X 扩充）
- Pioneer （先驱）
- Standard（T2.0 标准）
- Block（環境）

特殊規則的：
- 双头巨人（英語：Two-Headed Giant Variant）
- 皇帝

每種赛制都有獨立的禁牌表（英語：banned list），其中Extended和Standard會隨著新環境發售有系列替換，詳細如下：
Vintage是目前魔法風雲會能選用的牌最多的賽制，允許使用从万智牌发售以来的所有牌。除禁牌表外，還有一份限用一張表。（英語：restricted list）。
Legacy的範圍與Vintage相同，但禁牌較多而且沒有限用一張牌表。
Modern只能使用包括密羅地環境與第八版核心系列以後發售的牌。
Extended的範圍大致上是四年內出的環境與核心系列。威世智從2013年10月8號停掉了此賽制。
Pioneer只能使用包括再访拉尼卡系列以後发售的牌。
Standard只能用最新的兩個環境與最新的核心系列，為目前最流行的賽制。但是約在2008年五月到2009年十月卻例外的包含三個環境，這是因為洛溫環境與暗影荒原環境為較小的環境。
Block只可選用指定的某個環境，通常包含一个大系列及所附属的两个小系列。
双头巨人是DCI近年推广的比赛方式。这种比赛有4个人参与，每两个人组成一队，各組出1副套牌，共用生命值30 點生命，成为一个双头巨人进行游戏。（万智牌规则810）
皇帝赛制是一种团队赛制，每个团队由3名选手组成，其中一人充当皇帝，其他选手则充当将军。该赛制下皇帝牌手的胜负直接决定整个团队的胜负。（万智牌规则809）

### 娱乐赛
娱乐赛（英語：Casual Variants）：同样需要事先按照一定规则构筑套牌，但套牌张数与构筑规则不尽相同。由威世智公司推广的娱乐赛制有以下几种：
- 时空行走（Planechase）
- 先锋（Vanguard），该赛制现已被Commander取代。
- 指挥官（Commander，俗称EDH）
- 暴政（Archenemy）

这些赛制的构筑规则为：
时空行走赛制的套牌构筑与普通构筑相同，但额外加入多重宇宙牌等规则，使游戏有更多变数（万智牌规则901）。由于是没有正式比赛的娱乐赛制，没有牌池范围或是禁牌表的限制。官方目前共出品了Planechase和Planechase 2012两个系列共八套预组套牌，及80张多重宇宙牌。
先锋牌的构筑规则同样与构筑赛相同，但加入先锋牌，对牌手的起始条件或游戏进程加以干预。（万智牌规则902）
指挥官是目前最流行的一种娱乐赛制。该赛制的构筑规则为，每套牌必须由刚好100张牌组成，每张牌最多放一张（但基本地除外），且其中必须有一张传奇生物作为“指挥官”，指挥官的颜色决定了套牌中其他牌的颜色范围，这些牌不能包含指挥官生物所没有的色组。每位牌手的起始生命为40点。除正常的胜利模式外，若任一牌手受到来自某一指挥官的21点或更多伤害，他也将输掉这场游戏。（万智牌规则903）
暴政模式则是由3名牌手结为团队，对付1名“魔王”牌手的模式。加入暴政牌来帮助魔王牌手对付讨伐他的团队。（万智牌规则904）

### 非正規玩法
同樣像構築賽套牌必須先組好，若無特別提起，套牌组成规则也相同。其中一些玩法如Singleton、Tribal Wars、Prismatic、Vanguard、Pauper在魔法風雲會的線上遊戲MO也被採用。
- 一刀流（英語：Singleton）：除基本地外，組成套牌不可有同名牌。
- 種族戰（英語：Tribal Wars）：套牌超過三分之一的牌必須為同一種族或職業。
- 五彩賽（5 COLORS）：套牌必須為剛好兩百五十張，每色牌需至少二十張，多色牌算其中五色之一。於魔法風雲會的線上遊戲MO改稱為Prismatic 。
- 純普卡賽（英語：Pauper）：只要是在MO上發售過的任何系列都可以使用，但是在套牌中，只能出現普通卡(或是曾經在MO上出過普通卡的牌)。
- 雙環境標準賽（2 Cycle Standard）：玩家任選兩種環境及核心系列建構套牌。

## 常見套牌
構築自己的套牌，是魔法風雲會最引人入勝的地方。多數的牌組依勝利途徑區分，主類分為快攻型（英語：Aggro）、控制型（英語：Control）、組合技型（英語：Combo）：

### 快攻型
快速解決戰鬥的套牌。使用大量的低魔法力費用的咒語，在最短的回合內削減對方的生命值獲勝。
代表套牌：Burn。

### 中速型
介於快攻和控制套牌之間的套牌。使用可以創造額外價值的卡牌，爭取以較少的資源來與對手進行資源交換，以獲取場面優勢，或者使用強力永久物作為終結手段獲勝。
代表套牌：勇德，黑綠中速。

### 控制型
拖長遊戲時間並在後期解決對手的套牌。使用相對多量的清除和反擊咒語來遏止對方的攻勢，在對手沒有足量永久物與手牌數造成威脅時，釋放難以清除或者無法被反擊的強力咒語來終結戰鬥獲勝。
代表套牌：潔斯凱控制，白藍控制。

### 組合技型
使用某幾張關鍵的牌產生組合型優勢，達到無限迴圈而產生出極大量的永久物或咒語，或直接符合特定牌上的獲勝條件，而能直接獲勝。
代表套牌：制鐵廠（KCI）組合技，緩傷組合技。

### 混合類型
在牌的數量越來越多的情況之下，套牌類型的界線逐漸模糊化，不過仍以獲勝速度來做為基本的區分條件。
例如：
- 瘋魔套牌是利用搭配棄牌效果的組合技產生優勢的生物強攻套牌。
- 「星幽滑移」套牌是是用生物反覆進場的組合技產生控制效果的套牌。
- 以多量造成傷害的紅色燒牌配合少量生物的高速強攻套牌，在對上生物量較高的強攻套牌時，較常發揮出燒牌清除生物的控制力以控制套牌的方式操作。

## 影視改編

### 電影
2014年1月，二十世紀福斯取得了《魔法風雲會》的電影改編權，其中賽門·金柏格將擔任製片人，TSG娛樂（其共同融資的合作公司）和孩之寶製片公司共同出資製作。在此前，環球影業和孩之寶自2009年以來就開始發展著《魔法風雲會》的電影，最後環球宣布放棄而使該計劃告終。2014年6月，福斯聘請了布萊恩·考克曼為電影撰寫劇本。
一部關於職業巡迴賽生活的紀錄片《Enter the Battlefield》於2016年4月推出，該片由葛雷格·柯林斯（Greg Collins）、內森·霍爾特（Nathan Holt）及孝恩·科豪澤（Shawn Kornhauser）創作。

### 電視
2019年6月，《綜藝》報導，導演羅素兄弟、威世智和孩之寶的孩之寶動畫將與Netflix共同合力製作《魔法風雲會》的改編電視動畫。2019年7月在聖地牙哥動漫展上，羅素兄弟透露：「這是一個動畫項目，且有可能將其轉變為真人版。」2021年8月，羅素兄弟已退出該項目，由執行製片人傑夫·克萊恩主導，布蘭登·勞斯將詮釋吉迪恩·尤拉（Gideon Jura）一角配音。動畫有望於2022年發行。

## 註解
1. ↑  現開比賽的專用盒內容視比賽而不同，有可能是含75张固定卡牌（包括30张基本地）加上兩包補充包，也可能直接放入六包補充包再加上比賽活動專用物品。
2. ↑  2002年，Extended剛開始的規則為：使用最新的六個以上不超過八個環境為範圍的準則，當第九個環境進入Extended時，會一次退掉最老的三個環境而只剩下六個環境，後來才改為新環境出現後四年替換。

## 延伸閱讀
- Baldwin & Waters. . Renton, WA: Wizards of the Coast. 1998. ISBN 978-0-7869-1178-3.
- Flores, Michael J. . New York: top8magic.com. 2006. ISBN 978-0-9778395-0-6.
- Moursund, Beth. . New York: Thunder's Mouth Press. 2002. ISBN 978-1-56025-443-0.